# Frontera entre Tanzania y Zambia
La frontera entre Tanzania y Zambia es un lindero internacional continuo de 338 kilómetros de longitud que separa a Tanzania y Zambia en África Oriental.

## Trazado
La frontera inicia  en un trifinio donde se unen las fronteras entre la RD del Congo y Tanzania y aquella entre la RD del Congo y Zambia en las aguas meridionales del lago Tanganica; después toma una dirección noroeste-sureste y este hasta un trifinio donde se unen la frontera entre Zambia y Malaui y aquella entre Malaui y Tanzania.

## Historia
Esta frontera se estableció entre las colonia británica de Rodesia del Norte y el protectorado alemán de Tanganika, al finalizar el siglo XIX durante el reparto de África por las potencias europeas.

## Puntos de paso
El principal punto de paso está ubicado a la extremidad sur de la frontera, entre las localidades de Nakonde en Zambia y de Tunduma en Tanzania. En este sitio cruzan la frontera el ferrocarril Tanzania-Zambia conocido bajo el nombre de TAZARA y la principal carretera entre ambos países (conocida bajo el nombre de Great North Road), aunque otra carretera situada al extremo norte en proximidad del lago Tanganica permite el paso. Tanzania y su puerto en aguas profundas Dar eres Salam es la única vía posible para las exportaciones e importaciones de Zambia, país enclavado en el interior de África. Otra posibilidad es el paso por Zimbabue y después Sudáfrica.